# Rémi Thirion
Rémi Thirion, né le 23 avril 1990 à Saint-Dié-des-Vosges, est un coureur cycliste français spécialiste de VTT de descente.

## Palmarès en VTT de descente

### Championnats du monde
- Val di Sole 2008
  -  Médaillé de bronze de la descente juniors
- Leogang 2020
  -  Médaillé de bronze de la descente

### Coupe du monde
- Coupe du monde de descente
  - 2013 : vainqueur d'une manche
  - 2016 : 8e du classement général
  - 2020 : 8e du classement général
  - 2021 : 11e du classement général
  - 2022 : 23e du classement général
  - 2023 : 22e du classement général
  - 2024 : 11e du classement général

### Championnats d'Europe
- 2008
  -  Champion d'Europe de descente juniors
- 2009
  -  Médaillé de bronze de la descente